# Julia Butterfly Hill
Pour les articles homonymes, voir Hill.
Julia Lorraine Hill (connue sous le nom Julia « Butterfly » Hill, Julia « Papillon » Hill), née le 18 février 1974, est une militante écologiste américaine. Elle est principalement connue pour avoir vécu pendant 738 jours à Redwood en Californie en haut d'un séquoia d'environ 1 000 ans, pour empêcher que cet arbre ne soit abattu.
Elle est l'auteure du livre The Legacy of Luna qui retrace cette aventure, Luna étant le nom donné à ce séquoia. Elle est aussi coautrice de One Makes the Difference.
Elle est végétarienne.

## Biographie
Le père de Julia voyage de ville en ville pour son travail, emmenant sa famille avec lui. Jusqu'à l'âge de 10 ans Julia habite dans un camping-car de 9,8 m2 avec son père, sa mère et ses deux frères. Julia est la deuxième de la famille. Alors qu'elle a sept ans, lors d'une randonnée avec sa famille, un papillon se pose sur un de ses doigts et reste durant toute la durée de la randonnée. Depuis ce jour, elle a le surnom de « Butterfly » (papillon), qu'elle garde par la suite.
À l'âge de 22 ans, Julia subit un grave accident de la circulation. La voiture qu'elle conduit est percutée par le véhicule d'un conducteur sous l'emprise de l'alcool. Le volant de sa voiture la blesse à la tête et il lui faut une année de rééducation pour parler et remarcher normalement. Après ces épreuves, Julia se lance dans une quête spirituelle, qui l'emmène vers une cause environnementale : la lutte pour éviter la destruction des forêts du comté de Humboldt en Californie.

## Séjour dans le séquoia
Après avoir récupéré des suites de son accident, Julia se lance dans un voyage en Californie et collecte des fonds pour sauver la forêt. Un groupe de militants lutte contre une entreprise forestière qui pratique des coupes claires dans la forêt de Redwood et recherche un volontaire pour rester dans un arbre pendant une semaine. Comme personne d'autre ne se propose, Julia vient spontanément en avant, bien que n'appartenant à aucune organisation environnementale. Elle est soutenue par l'association Earth First! et des militants.
Le 10 décembre 1997, Julia monte sur une plateforme fixée à 55 m dans un séquoia appelé « Luna », de 6 m de diamètre. Elle vit sur cette plateforme de 1,8 m de côté pendant 738 jours. Elle acquiert de nombreuses compétences lors de son séjour. Elle utilise un téléphone cellulaire alimenté à l'énergie solaire pour répondre aux interviews de stations de radio. Elle est ravitaillée avec des cordes par une équipe de huit personnes. Pour se tenir au chaud, elle s'enveloppe dans un sac de couchage avec juste un trou pour respirer. Pour chauffer ses repas elle utilise un réchaud à gaz.
Elle résiste à des vents glacés de plus de 60 km/h, à un harcèlement par hélicoptère et un siège de dix jours de la part des bûcherons de l'entreprise forestière. Un accord est trouvé quand la compagnie Pacific Lumber accepte de préserver Luna et tous les arbres dans un rayon de 60 m autour de lui. En échange, Julia accepte de descendre de l'arbre le 18 décembre 1999 au bout de 738 jours et les 50 000 $ qu'elle a collectés avec les autres activistes sont remis à l'entreprise Pacific Lumber, qui en a fait don à l'Université de Humboldt pour la recherche sur l'exploitation durable de la forêt.
Ultérieurement, des vandales tentent de couper le tronc du séquoia avec une tronçonneuse, mais ne réussissent qu'à l'entailler. La façon dont l'arbre est découpé permet d'affirmer que les vandales ne souhaitaient pas l'abattre, mais le fragiliser afin qu'il tombe à la première tempête venue. Ce vandalisme est découvert en novembre 2000 par un des amis de Julia. L'entaille qui mesure 81 cm de profondeur sur 5,8 m de large, soit environ les deux tiers de l'arbre, est comblée et il est stabilisé par des câbles, pour éviter qu'il ne tombe lors d'une tempête. En 2007, l'arbre se porte bien et continue sa croissance.

## Engagements ultérieurs

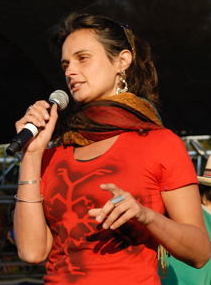
Julia Hill lors d'un festival en 2009.

Après cette occupation de l'arbre Luna, Julia devient conférencière, tenant plus de 250 conférences par an, auteure à succès avec la publication de plusieurs ouvrages et cofondatrice de la fondation Circle of Life.
En 2002, elle est emprisonnée en Équateur après s'être opposée à la construction d'un pipeline devant traverser une forêt vierge, habitat d'espèces d'oiseaux menacées.
En 2006, elle s'oppose à la vente de la ferme communautaire South Central Farm (en) située à Los Angeles.

## Évocations dans la culture

### Musique
L'aventure de Julia a inspiré de nombreux musiciens et musiciennes, dont :
- Karrie « Jesse Manzanita » Wallace et Juli Palmer qui ont écrit une chanson intitulée Julia Butterfly Hill, Are You Up There Still? en 1998.
- Trey Anastasio et Tom Marshall ont écrit une chanson intitulée Kissed by Mist à son propos.
- la chanson de Red Hot Chili Peppers Can't Stop fait cette citation: J. Butterfly is in the treetop[17].
- Neil Young fait référence à Julia dans sa chanson de 2003 Sun Green sur l'album Greendale avec le titre Still wants to meet Julia Butterfly.

### Vidéographie
- En 2022, Julia fait l'objet du documentaire Sœurs de combat, un film sur l’engagement des jeunes en faveur du climat réalisé par Henri De Gerlache qui présente les activistes Anuna De Wever, Adélaïde Charlier, Luisa Neubauer, Léna Lazare, Leah Namugerwa et Mitzi Jonelle Tan.

### Télévision
- Le 4e épisode de la saison 12 de la série Les Simpson, Touche pas à ma forêt, s'inspire de l'histoire de Hill[18].

- Dans la série Plus belle la vie diffusée sur France 3 (saison 17, épisode 4248), il est fait référence à Julia Butterfly HIll et à son exploit lorsque Lola reste dans un arbre centenaire pour que celui ci ne soit pas abattu.

- Histoires d'arbres : Les survivants  (Saison 2, épisode 1) diffusé sur Arte, raconte, entre autres, l'aventure de Julia Butterfly Hill avec Luna.

### Médiagraphie

#### Documentaires
- Doug Wolens, Butterfly, documentaire américain.
- Henri de Gerlache, Histoires d'arbres : Les survivants, documentaire Arte, 44 min, 2017.